# Schlossberg (Vogesen)
Der Schlossberg ist ein 584 Meter hoher Berg in den nördlichen Vogesen im französischen Département Unterelsass. Er liegt etwa sechs Kilometer südwestlich von Saverne (deutsch Zabern).

## Burgen
Der Schlossberg trägt auf seiner langgestreckten Kuppe nahe beieinander drei Burgen, die im Mittelalter auf drei Buntsandsteinfelsen errichtet wurden und heute nur noch als Ruinen existieren. Von Süd nach Nord sind es Groß-Ochsenstein (auch Großes Schloss), Klein-Ochsenstein (auch Kleines Schloss) und Wachelheim, die unter der Bezeichnung Burg Ochsenstein zusammengefasst werden. Die Anlagen sind durch in den Fels geschlagene Treppen miteinander verbunden und zugänglich.

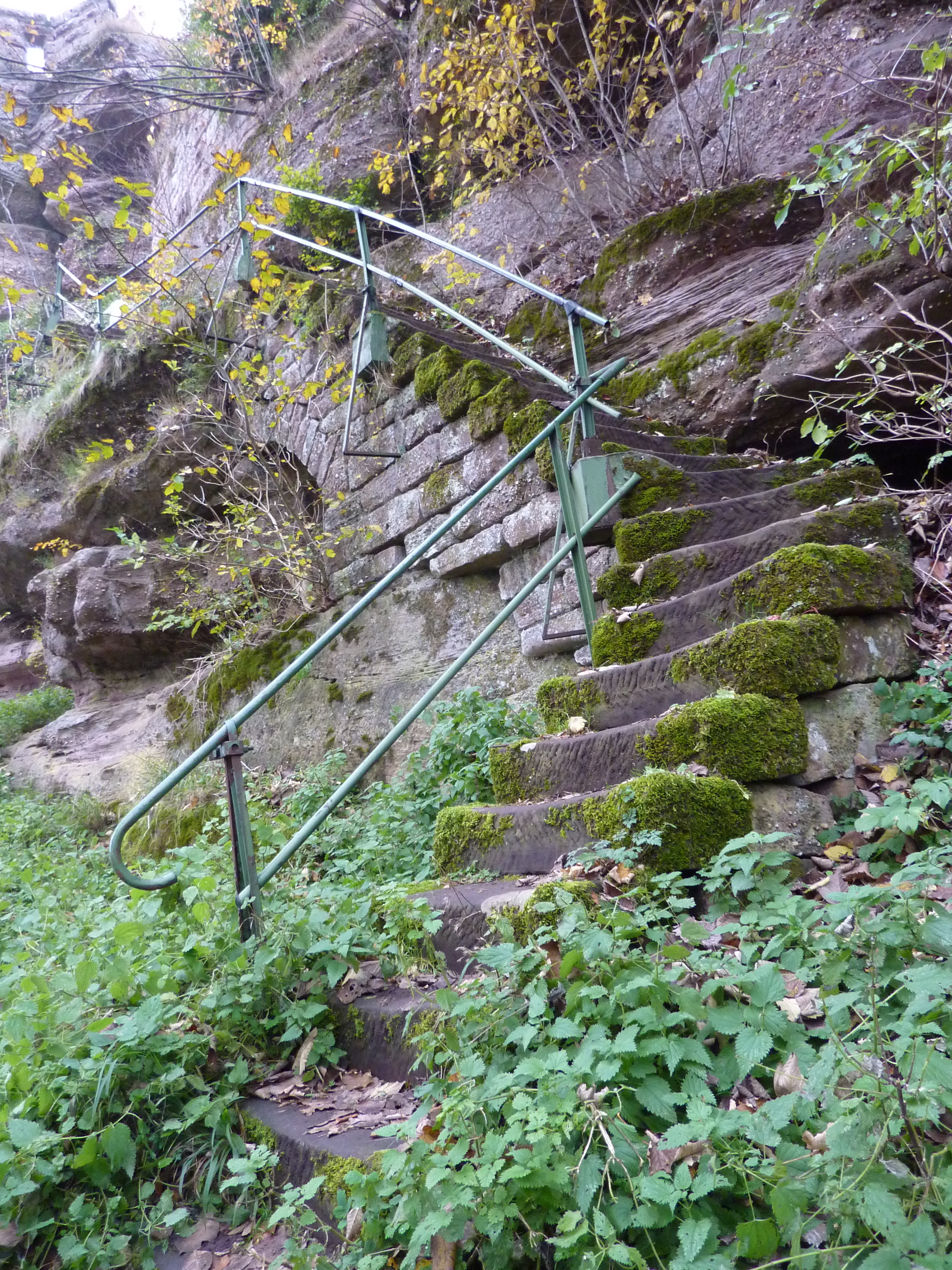
Burg Ochsenstein: mittlere Steintreppe
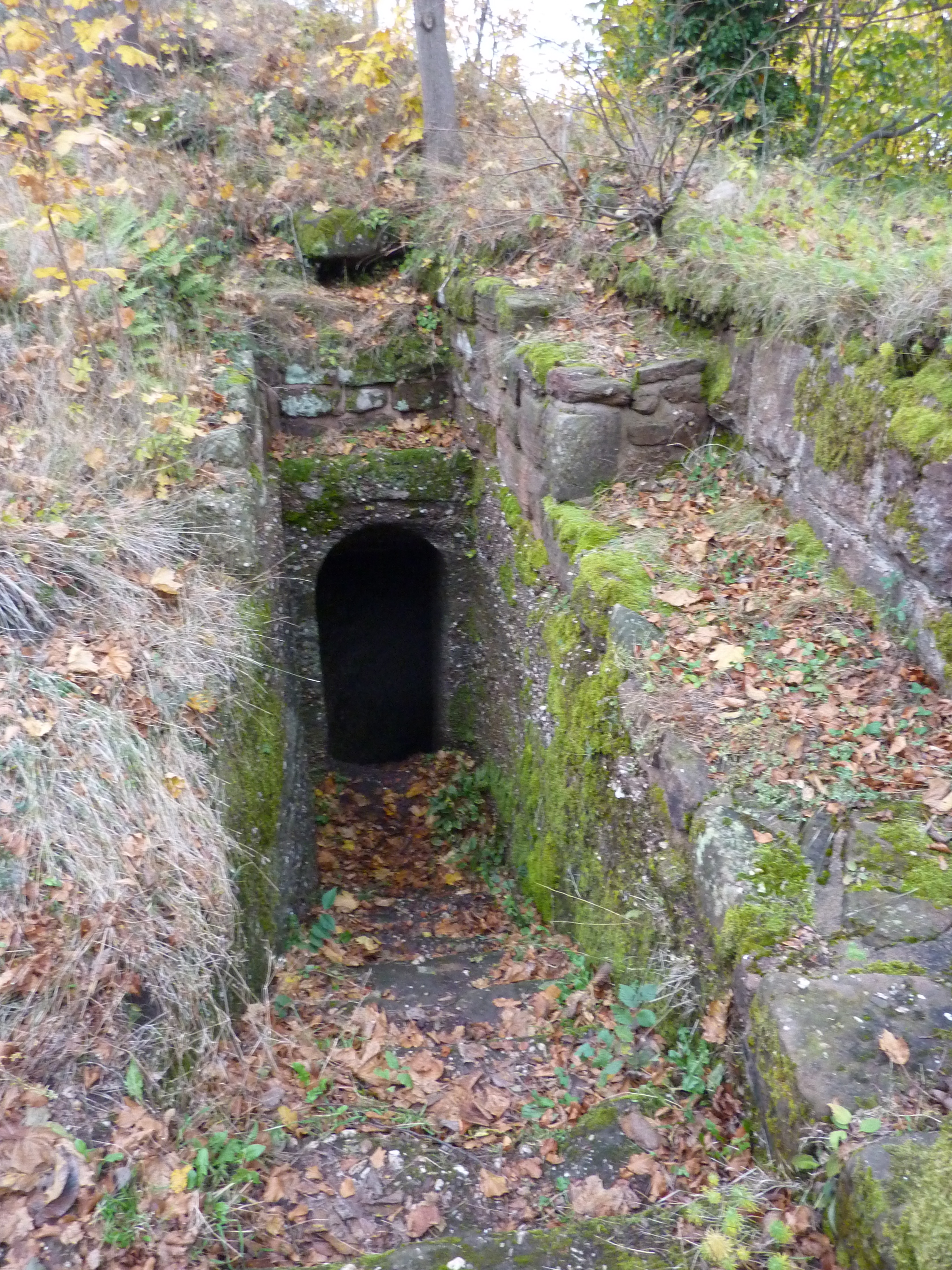
Burg Wachelheim: oberes Treppenende
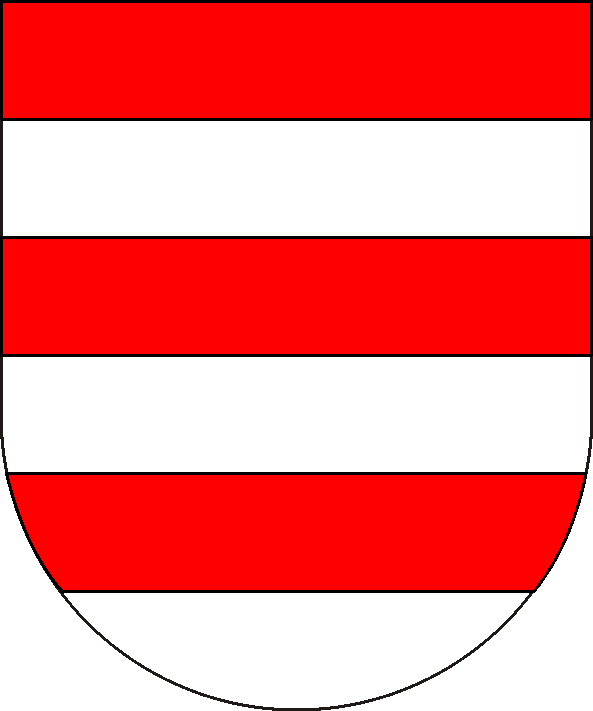
Wappen des Adelsgeschlechts

## Adelsgeschlecht
Von Burg Ochsenstein stammte das Adelsgeschlecht Ochsenstein, das im Mittelalter die regionale Herrschaft Ochsenstein begründete.